# Enicospilus nothozus
Enicospilus nothozus là một loài tò vò trong họ Ichneumonidae.